# Christophe Willem
Christophe Willem (Enghien-les-Bains, 3 de Agosto de 1983) é um cantor francês, vencedor da quarta edição do programa Nouvelle Star.

## Inventaire
O seu primeiro álbum, "Inventaire", foi lançado em Abril de 2007 na França, estreando-se directamente no primeiro lugar da lista dos mais vendidos. O primeiro "single" deste álbum, “Élu produit de l’année”, saiu, previamente, em Fevereiro de 2007. O seu segundo "single", “Double Je”, chegou ao topo dos discos mais vendidos na França, Bélgica e Suíça. O álbum ainda teve como "single" a melancólica "Jacques a dit".
O seu segundo trabalho, "Caféine", foi lançado em Maio de 2009. O primeiro "single" deste álbum, "Berlin", atingiu o primeiro lugar das tabelas. "Plus que tout", o segundo "single", foi lançado em Agosto de 2009.

## Discografia
Álbuns
- (2007) Inventaire
- (2007) Inventaire - tout en acoustic
- (2009) Caféine
- (2011) Prismophonic
- (2014) Paraît-il

DVDs
- Fermeture pour Rénovation